# Гоуп Крісп
Гоуп Крісп (англ. Hope Crisp; 6 лютого 1884 — 25 березня 1950) — колишній британський тенісист.
Перемагав на турнірах Великого шолома в змішаному парному розряді.

## Фінали турнірів Великого шолома

### Мікст (1 перемога)
| Результат | Рік  | Турнір               | Покриття | Партнер    | Суперники                              | Рахунок       |
| --------- | ---- | -------------------- | -------- | ---------- | -------------------------------------- | ------------- |
| Перемога  | 1913 | Вімблдонський турнір | Трава    | Аґнес Такі | Джеймс Сесіл Парк Етель Томсон-Ларкомб | 6–3, 3–5 ret. |